# Michal Ajvaz
Michal Ajvaz (Praga, 30 de octubre de 1949) es un poeta, novelista y ensayista checo.

## Biografía
Nacido en el seno de una familia de exiliados rusos, Michal Ajvaz estudió checo y estética en la Facultad de Filosofía de la Universidad Carolina de Praga. 
Durante la época de la «normalización», desempeñó diversos trabajos manuales como vigilante nocturno en un estacionamiento, conserje de un hotel en los Montañas de los Gigantes o encargado de bombas en la compañía de aguas de Praga.
Posteriormente, trabajó como editor de prensa literaria entre 1996 y 1999. Desde 2003 trabaja en el Centro de Estudios Teóricos de la Academia de Ciencias de la Universidad Carolina.

## Obra
Tanto la poesía fantástica de Ajvaz —en la que se encuadra su ópera prima Vražda v hotelu Intercontinental (1989)— como su prosa, son afines a la obra de otros coetáneos suyos como Jiří Kratochvil y Daniela Hodrová.
Los tres aúnan realidades urbanas contemporáneas —Praga en el caso de Ajvaz— con fenómenos sobrenaturales.
La prosa de Michal Ajvaz se sirve de ideas de las novelas místicas de Gustav Meyrink, así como del realismo mágico de Jorge Luis Borges.
Asimismo, su obra se ha relacionado con el género de fantasía urbana representado por el británico Neil Gaiman.
En su colección de relatos Návrat starého varana (1991), un conjunto de bestias extrañas y exóticas deambulan por Praga, siendo indiferentes para todo el mundo excepto para el narrador.
Su primera novela ostenta el simbólico título de Druhé město (en español «La otra ciudad», 1993). Plantea la búsqueda y el descubrimiento de otro mundo, un lugar que se encuentra más allá de las fronteras de la razón y de la percepción humanas, libre de los sistemas de signos aceptados. De hecho, la primera señal de la existencia de dicho mundo es un libro que utiliza un alfabeto diferente. La obra ha sido traducida al inglés, húngaro, sueco, noruego y japonés.
En su novela Prázdné ulice (2004), galardonada con el Premio Jarolsav Seifert en 2005, el narrador se halla conectado de alguna manera con la misteriosa desaparición de una joven. En su viaje en pos de ella, pasa por diferentes espacios, desde cafés y estaciones hasta lujosas villas.
En 2008 apareció su nuevo libro Cesta na jih, comparado por la crítica con la prosa de Umberto Eco.
El narrador conoce en Creta a un joven que le cuenta la historia de un viaje que realizó desde Praga con el fin de descubrir la misteriosa muerte de dos hermanos. Con muchos argumentos secundarios conectados al principal, la trama transcurre en trenes nocturnos de muchos lugares en Europa —Bratislava, Budapest y Liubliana— y también en las islas de Mykonos y Creta.
Ajvaz recibió en 2012 el premio Magnesia Litera por su obra Lucemburská zahrada (2011). Novela sobre la transformación de la percepción, el amor, los celos, el odio y la reconciliación, recrea nuevamente la idea del descifrado de un idioma desconocido, denominado «ygguric». En palabras del propio autor:

En Lucemburská zahrada he inventado un lenguaje porque quería escribir un texto en el que el significado sólo se manifestase, por una parte, a través de un juego entre el lado fonético y el rítmico de la lengua, y por otra parte, por el contexto —que en el caso de esta obra es bastante dramático.

La obra rinde homenaje a los géneros más kitsch a los que el autor es aficionado: narra una historia de amor entre  profesor y alumna, pero también constituye un sofisticado trabajo filosófico ante la fascinación por las zonas urbanas —uno de los temas recurrentes de Ajvaz.
Dentro de su faceta de ensayista, se publicó en 2011 Příběh znaků a prázdna y dos años después Filosofii vhled do Husserlovy fenomenologie, un análisis de la fenomenología de Husserl.

## Obras
- Vražda v hotelu Intercontinental (1989)
- Návrat starého varana (1991)
- Druhé město (1993)
- Znak a bytí (1994)
- Tiché labyrinty (1996)
- Tajemství knihy (1997)
- Tyrkysový orel (1997)
- Zlatý věk (2001)
- Světelný prales (2003)
- Sny gramatik, záře písmen (2003)
- Prázdné ulice (2004)
- Padesát pět měst (2006)
- Příběh znaků a prázdna (2006)
- Znak, sebevědomí a čas (2007)
- Cesta na jih (2008)
- Lucemburská zahrada (2011)
- Vražda starého varana (2012)
- Cesta k pramenům smyslu (2012)